# Anna Marguerite McCann

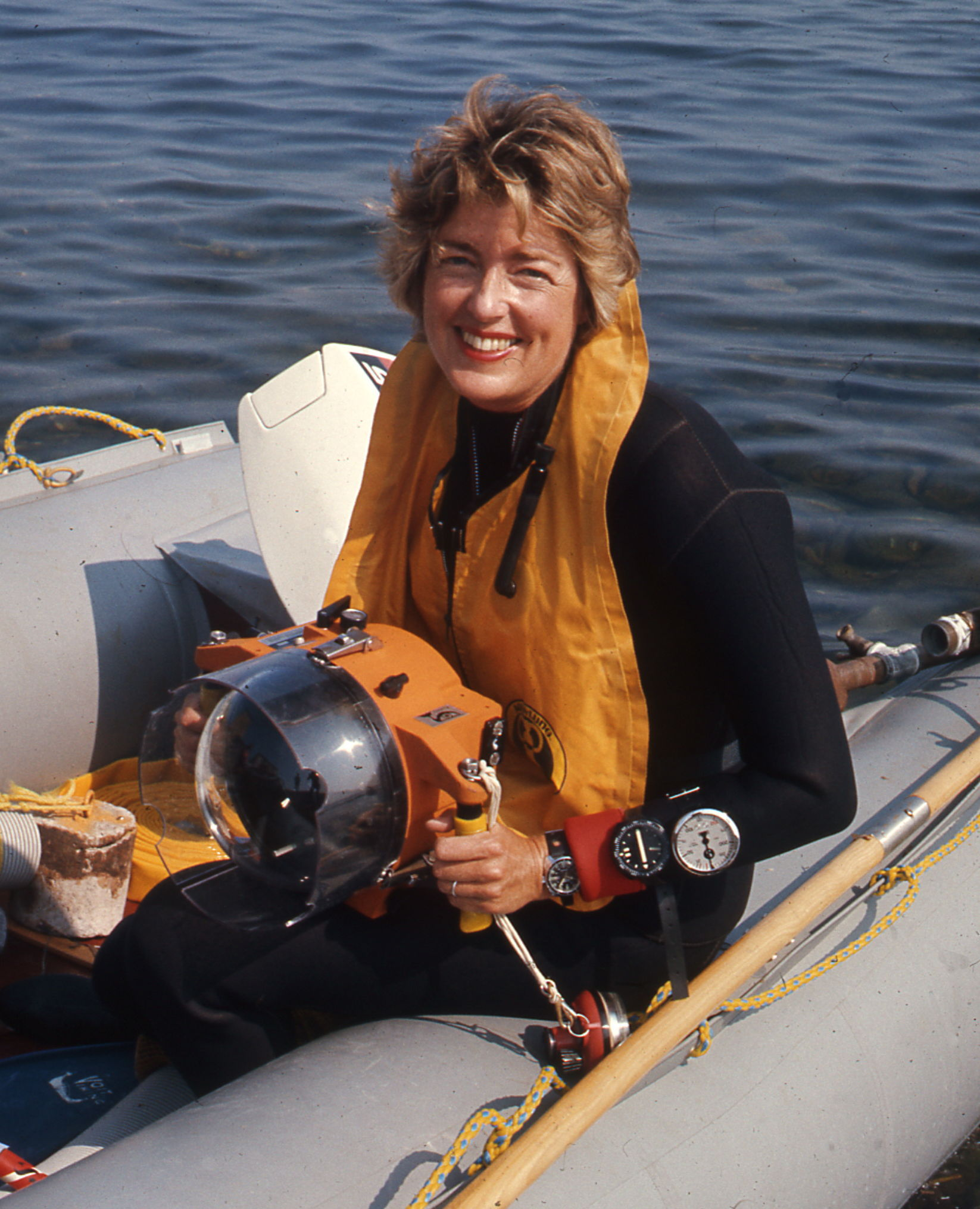
Anna Marguerite McCann

Anna Marguerite McCann (11 de mayo de 1933 - 12 de febrero de 2017) fue una historiadora del arte y arqueóloga estadounidense. Es conocida por ser una de las primeras personas influyentes (y la primera mujer estadounidense) en el campo de la arqueología subacuática, a partir de la década de 1960. McCann fue autor de obras relacionadas con el arte romano y la arqueología clásica, y enseñó historia del arte y arqueología en varias universidades de los Estados Unidos. McCann fue un miembro activo del Instituto Arqueológico de América y recibió su Medalla de Oro en 1998. También publicó bajo el nombre de Anna McCann Taggart . 

## Educación
McCann asistió a la Rye Country Day School en Rye, Nueva York. En 1954, completó una licenciatura en historia del arte y una especialización en griego clásico en Wellesley College . Recibió una beca Fulbright para asistir a la Escuela Estadounidense de Estudios Clásicos en Atenas durante un año antes de comenzar sus estudios para obtener una Maestría en Artes en el Instituto de Bellas Artes de la Universidad de Nueva York. En 1957, completó su maestría con su tesis "Tipos de estatuas griegas en relieves históricos romanos", marcando el comienzo de su interés por la escultura romana y la arqueología clásica . En 1965, McCann obtuvo un doctorado. de la Universidad de Indiana tanto en historia del arte como en clásicos. Entre 1964 y 1966, fue becaria del Premio de Roma en la Academia Americana de Estudios Clásicos y Arqueología de Roma .  

## Carrera
McCann comenzó a bucear a principios de la década de 1960 con Jacques Cousteau, explorando antiguos naufragios romanos cerca de Marsella . En ese momento, la arqueología subacuática era una disciplina nueva y estaba "en gran medida dominada por los hombres".  Entre 1961 y 1962, excavó el naufragio de Yassi Ada del siglo VII (en Bodrum, Turquía) con la Sociedad Geográfica Nacional y la Universidad de Pensilvania .  Mientras estuvo en la Academia Americana de Roma, amplió su tesis de maestría a Los retratos de Septimio Severo, 193-211 d.C. En 2017, este seguía siendo "el principal trabajo académico sobre el retrato de ese emperador"  según sus colegas. Después de su estancia en Roma, McCann enseñó en la Universidad de Missouri de 1966 a 1971, y en la Universidad de California, Berkeley, de 1971 a 1974. 
Era miembro activo de una sociedad científica internacional especializada en cerámica romana, en la que se interesó a raíz de sus investigaciones arqueológicas bajo el agua.  En 1974, McCann se unió al equipo curatorial del Museo Metropolitano de Arte y dirigió un programa de conferencias relacionadas con la arqueología. Publicó su investigación sobre la escultura romana mientras estaba en el museo Roman Sarcophagi en el Museo Metropolitano de Arte, que ganó el Premio al Libro Sobresaliente de la Asociación de Editoriales Universitarias Estadounidenses y fue reconocido como Libro de Arte Sobresaliente por la Biblioteca Thomas J. Watson en 1978.  McCann realizó excavaciones en Cosa (una colonia latina en Toscana) entre 1965 y 1987 que dieron como resultado el trabajo colaborativo de 1987 El puerto romano y la pesquería de Cosa: un centro de comercio antiguo . Esto también recibió el Premio al Libro Sobresaliente de la Asociación de Editoriales Universitarias Estadounidenses y el Premio al Libro James R. Wiseman de 1989 del Instituto Arqueológico de América . 
McCann, miembro de la junta directiva del Instituto Arqueológico de Estados Unidos, fundó su Comité de Arqueología Subacuática en 1985. En 1989 se convirtió en directora arqueológica del Proyecto JASON, colaborando con el oceanógrafo Robert Ballard en el estudio de múltiples naufragios del Banco Skerki (en el Estrecho de Sicilia ) para inspirar a los estudiantes dentro del proyecto.  Esto dio lugar a una publicación en 1994 que se cree que es la primera en detallar la investigación arqueológica realizada en aguas profundas.  McCann y Ballard descubrieron más naufragios cuando regresaron al Skerki Bank en 1997. McCann recibió la Medalla de Oro del Instituto Arqueológico de Estados Unidos en 1998  y recibió un Festschrift en la ceremonia.  Enseñó en la Universidad de Boston de 1997 a 2001 y fue profesora visitante en el Instituto de Tecnología de Massachusetts de 2001 a 2007. 

## Vida personal
McCann se casó con su amigo de la infancia Robert Dorsett  Taggart (m. 2016) en 1973. Vivían en la ciudad de Nueva York pero también pasaban un tiempo en su granja en Pawlet, Vermont . En 1985, McCann y Taggart establecieron una cátedra de arqueología subacuática.  McCann presentó su investigación a través de muchos lugares, incluido un libro para niños en el que contribuyó y una guía general de algunas de sus investigaciones, como resultado de su "interés en la amplia difusión de información arqueológica". 

## Trabajos seleccionados
- McCann, A.M. (1968). «The Portraits of Septimius Severus, A.D. 193–211». Memoirs of the American Academy in Rome (Rome: American Academy in Rome).
- McCann, Anna Marguerite (1978). Roman Sarcophagi in the Metropolitan Museum of Art. Meriden, Connecticut: Meriden Gravure Company. Consultado el 28 de octubre de 2017.
- McCann, Anna Marguerite; Bourgeois, Joanne; Gazda, Elaine K.; Oleson, John Peter; Will, Elizabeth Lyding (1987). The Roman Port and Fishery of Cosa: A Center of Ancient Trade. Princeton, New Jersey: Princeton University Press. ISBN 978-0-691-62883-7.
- McCann, Anna Marguerite; Freed, Joann (1994). «Deep water archaeology: a late-Roman ship from Carthage and an ancient trade route near Skerki Bank off northwest Sicily». Journal of Roman Archaeology. Supplementary Series (Ann Arbor, Michigan: Journal of Roman Archaeology). ISSN 1063-4304.
- McCann, Anna Marguerite; Oleson, John Peter (2004). Deep-water Shipwrecks Off Skerki Bank: The 1997 Survey. Ann Arbor, Michigan: Journal of Roman Archaeology. ISBN 978-1-887829-58-8. ISSN 1063-4304.